# Arremon costaricensis
El cerquero costarricense o saltón costarricense (Arremon costaricensis) es una especie de ave paseriforme de la familia Passerellidae endémica de las montañas de Costa Rica y el oeste de Panamá, donde se encuentra en el sotobosque de los bosques húmedos entre los 300 y 1200 m s. n. m., en especial cerca del borde del bosque.

## Taxonomía
Anteriormente se consideraba una subespecie del cerquero cabecilistado (A. torquatus), pero desde 2010 se consideran especies separadas, por sus diferencias en la genética, los cantos y el plumaje.